# Hoplitis limassolica
Hoplitis limassolica là một loài Hymenoptera trong họ Megachilidae. Loài này được Mavromoustakis mô tả khoa học năm 1937.